# 稲倉村
稲倉村（いなくらそん / いなくらむら）は、岡山県小田郡にあった村。現在の井原市の一部にあたる。

## 地理
小田川支流・稲木川の上流域に位置していた。

## 歴史
- 1889年（明治22年）6月1日、町村制の施行により、小田郡上稲木村、下稲木村、岩倉村が合併して村制施行し、稲倉村が発足[1][2]。旧村名を継承した上稲木、下稲木、岩倉の3大字を編成[2]。
- 1953年（昭和28年）4月1日、後月郡井原町・西江原町・高屋町・荏原村・木之子村・県主村・青野村・山野上村、小田郡大江村と合併して、市制施行し井原市を新設して廃止された[1][2]。合併後、井原市上稲木町・下稲木町・岩倉町となる[2]。

### 地名の由来
合併各村名の各一文字を組み合わせたもの。

## 産業
- 農業、商業、工業[2]